# Tat'jana Goldobina
Tat'jana Vladimirovna Goldobina (in russo Татьяна Владимировна Голдобина?; 4 novembre 1975) è un'ex tiratrice a segno russa.

## Palmarès

### Olimpiadi
- 1 medaglia:
  - 1 argento (Sydney 2000 nel fucile 50 metri tre posizioni)